# Castello di Staudachhof
Il castello di Staudachhof (in tedesco Schloss Staudachhof) si trova nell'omonima frazione del comune austriaco di Friesach nel Distretto di Sankt Veit an der Glan appartenente al Land della Carinzia e la sua storia inizia nel XII secolo.

## Storia

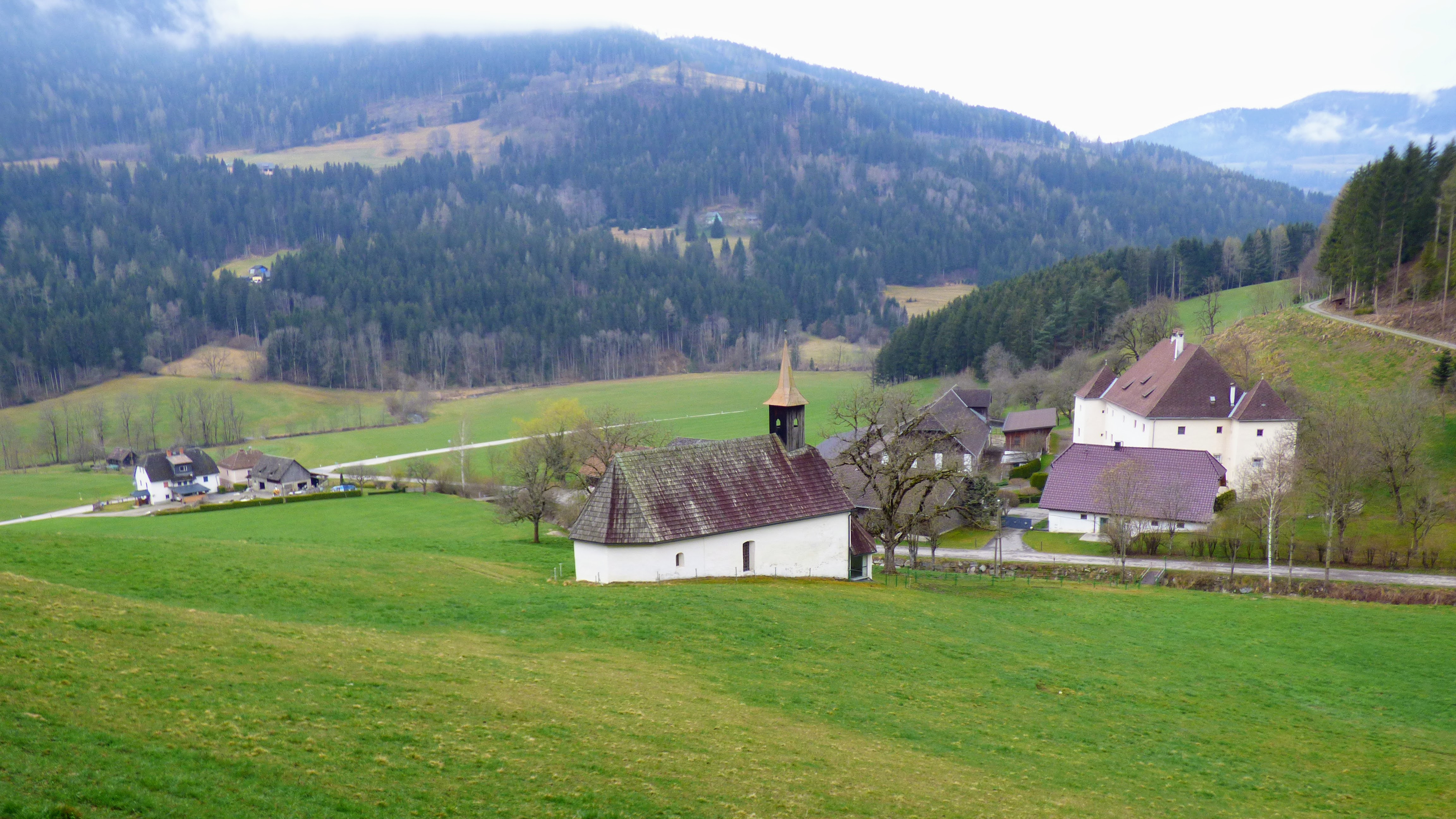
Complesso della struttura

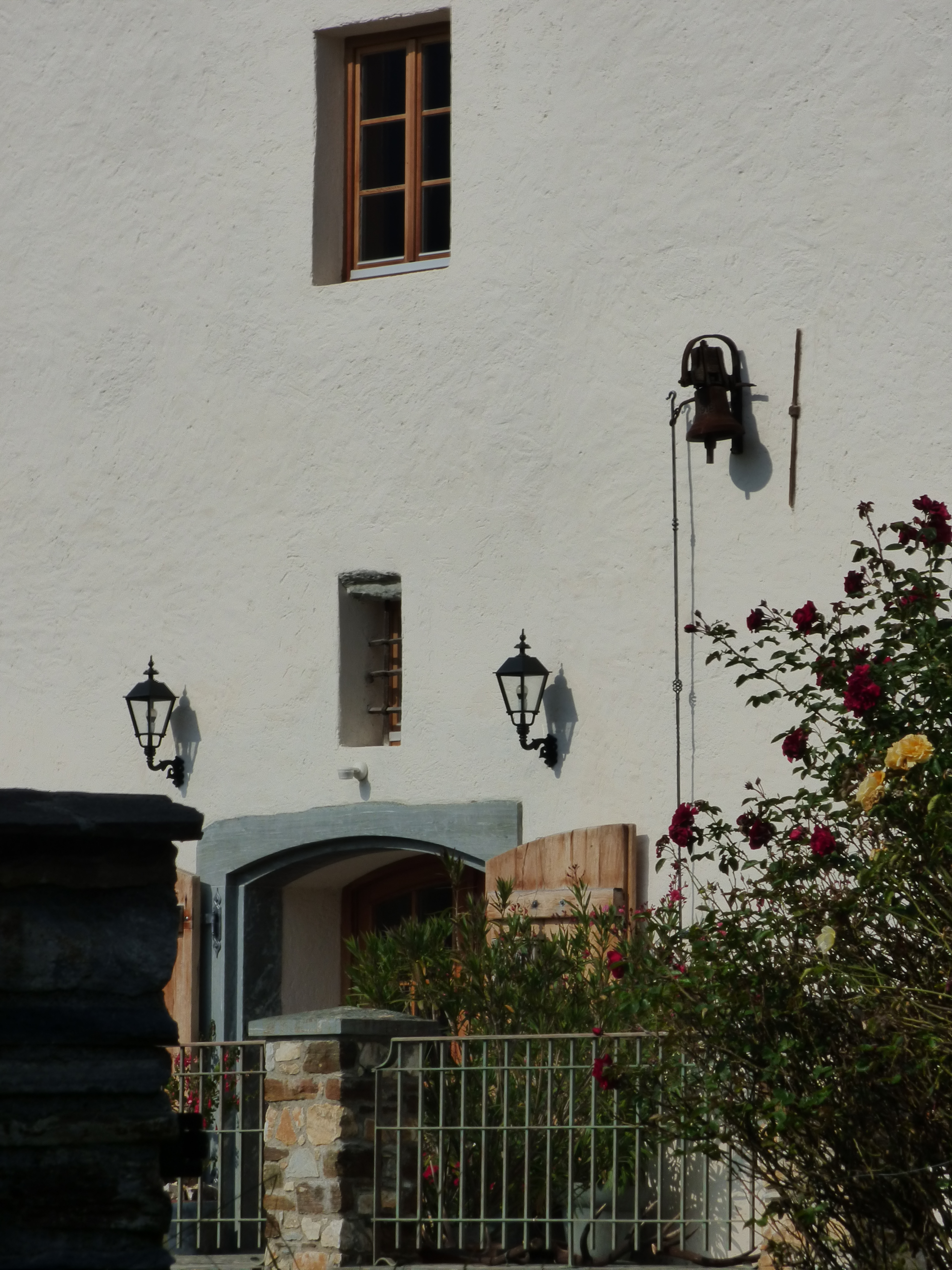
Visione parziale della facciata col suo semplice portale di accesso

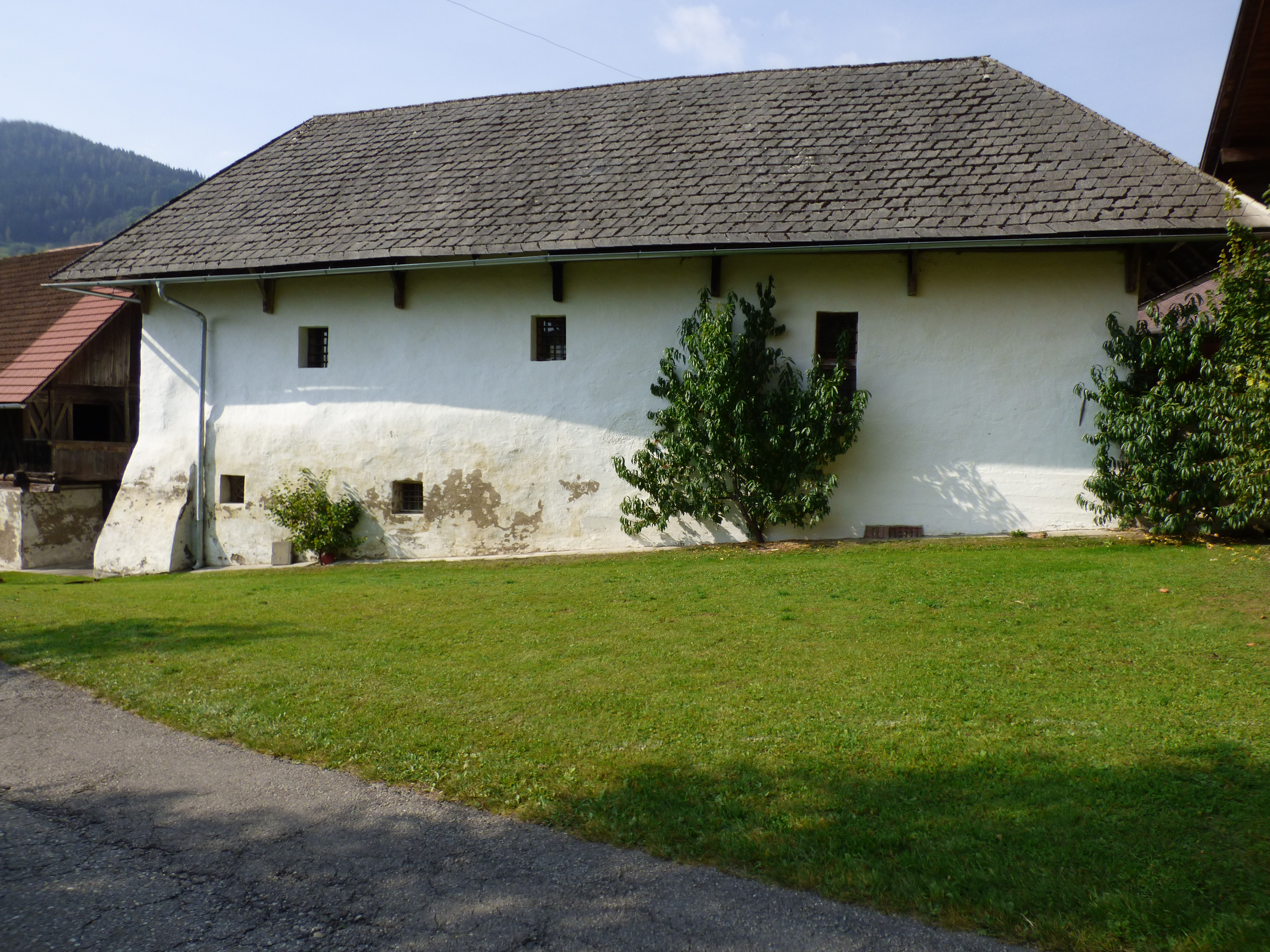
Facciata posteriore

Le prime informazioni storiche sulla struttura risalgono all'inizio del XII secolo e il suo nome potrebbe far riferimento a una boscaglia o a un sottobosco. Nel 1107 la vedova del margravio Burgardo d'Istria, Acica, diede in eredità alla figlia la tenuta, allora chiamata Wilar e in seguito Weilern. Tempo dopo furono i conti di Spanheim a diventare proprietari della struttura che era ancora una fattoria. Ceizolf von Spanheim lo donò alla neonata e non lontana abbazia di Sankt Lambrecht. I religiosi affidarono la gestione della tenuta a loro fiduciari che vennero chiamati signori di Wilaren, e con tale nome comparvero più volte tra il 1136 e il 1251. Il primo membro noto della famiglia fu Sigobot de Wilarent. Nel 1315 venne registrato un cambio di proprietà e signore locale divenne Hermann von Staudach, il primo con tale nome che fu ministeriale del vescovo di Gurk ed è quindi considerato il capostipite della famiglia. Gli Staudacher erano pubblici ufficiali riconosciuti ad un livello di nobiltà che concedeva loro di avere uno stemma di famiglia con raffigurata una lucertola. Nel 1596 Tristram von Staudach vendette la sua residenza al commerciante Christoph Schmelzer di Murau, già proprietario della tenuta Katsch. A questi successe il conte Ferdinand von Scherberg, che era imparentato con la sua famiglia per matrimonio. La residenza passò successivamente alla famiglia Aichelburg, avendo Hans Sigmund von und zu Aichelburg sposato Johanna Dorothea contessa Scherberg, e mantenne il possesso del castello di Staudachhof fino al 1786. Seguirono poi ancora diversi proprietari, nel 1856 divenne signore il conte Gustav Egger, nel 1869  risultò appartenere alla Hüttenberger Eisenwerksgesellschaft e successivamente continuarono i cambi, sino a diventare di proprietà della famiglia Kornberger.

## Descrizione
Il castello si trova nel centro abitato di Staudachhof, frazione del comune austriaco di Friesach nel Distretto di Sankt Veit an der Glan appartenente al Land della Carinzia. Si presenta come un imponente edificio a tre piani con pianta rettangolare e una torre quadrata sporgente dagli angoli nord-ovest e sud-est della stessa altezza dell'edificio residenziale. Di lato è visibile il fronte meridionale, dove si trova il semplice portale al quale si accede tramite una breve scalinata. Le finestre, un tempo di forma gotica, sono state quasi tutte ampliate e modificate secondo linee moderne facendo perdere così in gran parte l'aspetto medievale del castello. Sono andate perdute anche la maggior parte delle bellissime inferriate in ferro battuto che le ornavano. Quasi tutte le finestre hanno una certa ampiezza a parte quelle del piano superiore, non utilizzato come abitazione, che sono più piccole. L'impressione che si ricava dell'intera struttura è sia un po' trascurata e, inoltre, è evidente che viene utilizzata in particolare per scopi agricoli. Il tetto è un rifacimento recente e poco rispettoso delle caratteristiche storiche. Accanto al castello sono stati costruiti ampi edifici commerciali. Come proprietà privata non è possibile la visita agli interni.

### Bene architettonico tutelato
Il castello di Staudachhof è stato posto sotto tutela dei monumenti da parte della Repubblica austriaca col numero 103122.